# ザムトゲマインデ・ニーンシュテット
ザムトゲマインデ・ニーンシュテット (ドイツ語: Samtgemeinde Nienstädt) は、ドイツ連邦共和国ニーダーザクセン州シャウムブルク郡の行政能力が十分でない4つの町村が共同で形成するザムトゲマインデ（集合自治体）である。このザムトゲマインデの行政中心はヘルプゼンにある。

## 地理

### 構成町村
1. ヘルプゼン (1,932)
2. ヘスペ (2,051)
3. ニーンシュテット (4,464)
4. ゼッゲブルーフ (1,723)

人口は、2023年12月31日時点のものである。

## 行政

### 議会
ザムトゲマインデ・ニーンシュテットの議会は27議席からなる。

### 首長
ザムトゲマインデ長は、ディトマール・ケリッツ (SPD) である。

## 引用
1. 1 2  Landesamt für Statistik Niedersachsen, LSN-Online Regionaldatenbank, Tabelle A100001G: Fortschreibung des Bevölkerungsstandes, Stand 31. Dezember 2023